# Coryphantha durangensis
Coryphantha durangensis ist eine Pflanzenart in der Gattung Coryphantha aus der Familie der Kakteengewächse (Cactaceae). Das Artepitheton durangensis verweist auf das Vorkommen der Art im mexikanischen Bundesstaat Durango.

## Beschreibung
Coryphantha durangensis bildet in der Regel kleine Gruppen. Die kugelförmigen bis kurz zylindrischen, hell blaugrauen oder graugrünen Triebe erreichen bei Durchmessern von 3,5 bis 5 Zentimeter Wuchshöhen von 5 bis 15 Zentimeter. Die  Warzen sind etwas zusammengedrückt, die Axillen stark bewollt. Der einzelne schwärzliche Mitteldorn, selten sind bis zu drei vorhanden, ist abstehend, gerade oder etwas gebogen und 1,1 bis 1,8 Zentimeter lang. Die sechs bis 20 weißen Randdornen sind bis zu 1 Zentimeter lang.
Die weißen bis sehr hell gelblichen Blüten sind bis zu 2 Zentimeter lang und erreichen Durchmesser 2,5 bis 3 Zentimeter. Ihre Blütenhüllblätter besitzen manchmal rötlich purpurfarbene Spitzen. Die Früchte sind grünlich, bis zu 1 Zentimeter lang und weisen Durchmesser von 5 Millimeter auf.

## Verbreitung, Systematik und Gefährdung
Coryphantha durangensis ist in den mexikanischen Bundesstaaten Coahuila und Durango verbreitet.
Die Erstbeschreibung als Mammillaria durangensis erfolgte 1898 durch Karl Moritz Schumann. Nathaniel Lord Britton und Joseph Nelson Rose stellten sie 1923 in die Gattung Coryphantha.
Es werden folgende Unterarten unterschieden:
- Coryphantha durangensis subsp. durangensis
- Coryphantha durangensis subsp. cuencamensis (L.Bremer) Dicht & A.Lüthy

Coryphantha durangensis wird in der Roten Liste gefährdeter Arten der IUCN als „Least Concern (LC)“, d. h. nicht gefährdet, eingestuft.

## Nachweise